# Lagoa (Azzorre)
Lagoa (lɐ'goɐ) è un comune portoghese di 14 430 abitanti (2011) situato nella regione autonoma delle Azzorre.

## Società

### Evoluzione demografica
| Popolazione di Lagoa (1849 – 2004) | Popolazione di Lagoa (1849 – 2004) | Popolazione di Lagoa (1849 – 2004) | Popolazione di Lagoa (1849 – 2004) | Popolazione di Lagoa (1849 – 2004) | Popolazione di Lagoa (1849 – 2004) | Popolazione di Lagoa (1849 – 2004) | Popolazione di Lagoa (1849 – 2004) | Popolazione di Lagoa (1849 – 2004) |
| ---------------------------------- | ---------------------------------- | ---------------------------------- | ---------------------------------- | ---------------------------------- | ---------------------------------- | ---------------------------------- | ---------------------------------- | ---------------------------------- |
| 1849                               | 1900                               | 1930                               | 1960                               | 1981                               | 1991                               | 2001                               | 2004                               | 2011                               |
| 5 387                              | 11 963                             | 10 954                             | 13 944                             | 12 849                             | 12 900                             | 14 126                             | 14 698                             | 14 430                             |

## Freguesias
- Água de Pau
- Cabouco
- Nossa Senhora do Rosário (Lagoa)
- Ribeira Chã
- Santa Cruz (Lagoa)